# Oscar for bedste sang
Oscar for bedste sang (på engelsk Academy Award for Best Song) er en oscar-statuette, der gives til den/de sangskrivere der har begået den bedste sang til en film fra det forløbne år.
Årstallene i nedenstående liste angiver derfor tidspunktet for filmens biografpremiere (i Californien) og dermed året før selve Oscar-uddelingen.

## Vindere og nominerede

### 1930'erne
| År                             | Film                                | Sang                                                       | Nominerede |
| ------------------------------ | ----------------------------------- | ---------------------------------------------------------- | ---------- |
| 1934 (7th)                     |                                     |                                                            |            |
| The Gay Divorcee               | "The Continental"                   | Con Conrad (musik); Herb Magidson (tekst)                  |            |
| Flying Down to Rio             | "Carioca"                           | Vincent Youmans (musik); Edward Eliscu & Gus Kahn (tekst)  |            |
| She Loves Me Not               | "Love in Bloom"                     | Ralph Rainger (musik); Leo Robin (tekst)                   |            |
| 1935 (8th)                     |                                     |                                                            |            |
| Gold Diggers of 1935           | "Lullaby of Broadway"               | Harry Warren (musik); Al Dubin (tekst)                     |            |
| Roberta                        | "Lovely to Look At"                 | Jerome Kern (musik); Dorothy Fields & Jimmy McHugh (tekst) |            |
| Top Hat                        | "Cheek to Cheek"                    | Irving Berlin (musik og tekst)                             |            |
| 1936 (9th)                     |                                     |                                                            |            |
| Swing Time                     | "The Way You Look Tonight"          | Jerome Kern (musik); Dorothy Fields (tekst)                |            |
| Born to Dance                  | "I've Got You Under My Skin"        | Cole Porter (musik og tekst)                               |            |
| Pennies from Heaven            | "Pennies from Heaven"               | Arthur Johnston (musik); Johnny Burke (tekst)              |            |
| Sing, Baby, Sing               | "When Did You Leave Heaven"         | Richard A. Whiting (musik); Walter Bullock (tekst)         |            |
| Suzy                           | "Did I Remember"                    | Walter Donaldson (musik); Harold Adamson (tekst)           |            |
| The Trail of the Lonesome Pine | "A Melody from the Sky"             | Louis Alter (musik); Sidney D. Mitchell (tekst)            |            |
| 1937 (10th)                    |                                     |                                                            |            |
| Waikiki Wedding                | "Sweet Leilani"                     | Harry Owens (musik og tekst)                               |            |
| Artists and Models             | "Whispers in the Dark"              | Friedrich Hollaender (musik); Leo Robin (tekst)            |            |
| Mr. Dodd Takes the Air         | "Remember Me"                       | Harry Warren (musik); Al Dubin (tekst)                     |            |
| Shall We Dance                 | "They Can't Take That Away from Me" | George Gershwin (p.n.) (musik); Ira Gershwin (tekst)       |            |
| Walter Wanger's Vogues of 1938 | "That Old Feeling"                  | Sammy Fain (musik); Lew Brown (tekst)                      |            |
| 1938 (11th)                    |                                     |                                                            |            |
| The Big Broadcast of 1938      | "Thanks for the Memory"             | Ralph Rainger (musik); Leo Robin (tekst)                   |            |
| Alexander's Ragtime Band       | "Now It Can Be Told"                | Irving Berlin (musik og tekst)                             |            |
| Carefree                       | "Change Partners"                   | Irving Berlin (musik og tekst)                             |            |
| The Cowboy and the Lady        | "The Cowboy and the Lady"           | Lionel Newman (musik); Arthur Quenzer (tekst)              |            |
| Going Places                   | "Jeepers Creepers"                  | Harry Warren (musik); Johnny Mercer (tekst)                |            |
| The Lady Objects               | "A Mist Over the Moon"              | Ben Oakland (musik); Oscar Hammerstein II (tekst)          |            |
| Mannequin                      | "Always and Always"                 | Edward Ward (musik); Chet Forrest & Bob Wright (tekst)     |            |
| Merrily We Live                | "Merrily We Live"                   | Phil Charig (musik); Quenzer (tekst)                       |            |
| That Certain Age               | "My Own"                            | Jimmy McHugh (musik); Harold Adamson (tekst)               |            |
| Under Western Stars            | "Dust"                              | Johnny Marvin (music and lyrics)                           |            |
| 1939 (12th)                    |                                     |                                                            |            |
| The Wizard of Oz               | "Over the Rainbow"                  | Harold Arlen (musik); Yip Harburg (tekst)                  |            |
| Gulliver's Travels             | "Faithful Forever"                  | Ralph Rainger (musik); Leo Robin (tekst)                   |            |
| Love Affair                    | "Wishing"                           | Buddy DeSylva (music and lyrics)                           |            |
| Second Fiddle                  | "I Poured My Heart into a Song"     | Irving Berlin (music and lyrics)                           |            |

### 1940'erne
| År                               | Film                                       | Sang                                                     | Nominerede |
| -------------------------------- | ------------------------------------------ | -------------------------------------------------------- | ---------- |
| 1940 (13th)                      |                                            |                                                          |            |
| Pinocchio                        | "When You Wish Upon a Star"                | Leigh Harline (musik); Ned Washington (tekst)            |            |
| Down Argentine Way               | "Down Argentine Way"                       | Harry Warren (musik); Mack Gordon (tekst)                |            |
| Hit Parade of 1941               | "Who Am I?"                                | Jule Styne (musik); Walter Bullock (tekst)               |            |
| Music in My Heart                | "It's a Blue World"                        | Chet Forrest & Bob Wright (musik og tekst)               |            |
| Rhythm on the River              | "Only Forever"                             | James V. Monaco (musik); John Burke (tekst)              |            |
| Second Chorus                    | "Love of My Life"                          | Artie Shaw (musik); Johnny Mercer (tekst)                |            |
| Spring Parade                    | "Waltzing in the Clouds"                   | Robert Stolz (musik); Gus Kahn (tekst)                   |            |
| Strike Up the Band               | "Our Love Affair"                          | Roger Edens & Arthur Freed (musik og tekst)              |            |
| You'll Find Out                  | "I'd Know You Anywhere"                    | Jimmy McHugh (musik); Johnny Mercer (tekst)              |            |
| 1941 (14th)                      |                                            |                                                          |            |
| Lady Be Good                     | "The Last Time I Saw Paris"                | Jerome Kern (musik); Oscar Hammerstein II (tekst)        |            |
| All-American Co-ed               | "Out of the Silence"                       | Lloyd B. Norlin (music and lyrics)                       |            |
| Blues in the Night               | "Blues in the Night"                       | Harold Arlen (musik); Johnny Mercer (tekst)              |            |
| Buck Privates                    | "Boogie Woogie Bugle Boy"                  | Hughie Prince (musik); Don Raye (tekst)                  |            |
| Dumbo                            | "Baby Mine"                                | Frank Churchill (musik); Ned Washington (tekst)          |            |
| Las Vegas Nights                 | "Dolores"                                  | Louis Alter (musik); Frank Loesser (tekst)               |            |
| Ridin' on a Rainbow              | "Be Honest with Me"                        | Gene Autry & Fred Rose (musik og tekst)                  |            |
| Sun Valley Serenade              | "Chattanooga Choo Choo"                    | Harry Warren (musik); Mack Gordon (tekst)                |            |
| You'll Never Get Rich            | "Since I Kissed My Baby Goodbye"           | Cole Porter (musik og tekst)                             |            |
| 1942 (15th)                      |                                            |                                                          |            |
| Holiday Inn                      | "White Christmas"                          | Irving Berlin (musik og tekst)                           |            |
| Always in My Heart               | "Always in My Heart"                       | Ernesto Lecuona (musik); Kim Gannon (tekst)              |            |
| Babes on Broadway                | "How About You?"                           | Burton Lane (musik); Ralph Freed (tekst)                 |            |
| Bambi                            | "Love Is a Song"                           | Frank Churchill (p.n.) (musik); Larry Morey (tekst)      |            |
| Flying with Music                | "Pennies for Peppino"                      | Edward Ward (musik); Chet Forrest & Bob Wright (tekst)   |            |
| Hellzapoppin'                    | "Pig Foot Pete"                            | Gene de Paul (musik); Don Raye (tekst)                   |            |
| The Mayor of 44th Street         | "There's a Breeze on Lake Louise"          | Harry Revel (musik); Mort Greene (tekst)                 |            |
| Orchestra Wives                  | "(I've Got a Gal in) Kalamazoo"            | Harry Warren (musik); Mack Gordon (tekst)                |            |
| You Were Never Lovelier          | "Dearly Beloved"                           | Jerome Kern (musik); Johnny Mercer (tekst)               |            |
| Youth on Parade                  | "I've Heard That Song Before"              | Jule Styne (musik); Sammy Cahn (tekst)                   |            |
| 1943 (16th)                      |                                            |                                                          |            |
| Hello, Frisco, Hello             | "You'll Never Know"                        | Harry Warren (musik); Mack Gordon (tekst)                |            |
| Cabin in the Sky                 | "Happiness Is a Thing Called Joe"          | Harold Arlen (musik); Yip Harburg (tekst)                |            |
| Hers to Hold                     | "Say a Pray'r for the Boys Over There"     | Jimmy McHugh (musik); Herb Magidson (tekst)              |            |
| Hit Parade of 1943               | "Change of Heart"                          | Jule Styne (musik); Harold Adamson (tekst)               |            |
| Saludos Amigos                   | "Saludos Amigos"                           | Charles Wolcott (musik); Ned Washington (tekst)          |            |
| The Sky's the Limit              | "My Shining Hour"                          | Arlen (musik); Johnny Mercer (tekst)                     |            |
| Something to Shout About         | "You'd Be So Nice to Come Home To"         | Cole Porter (musik og tekst)                             |            |
| Stage Door Canteen               | "We Mustn't Say Goodbye"                   | James V. Monaco (musik); Al Dubin (tekst)                |            |
| Star Spangled Rhythm             | "That Old Black Magic"                     | Harold Arlen (musik); Johnny Mercer (tekst)              |            |
| Thank Your Lucky Stars           | "They're Either Too Young or Too Old"      | Arthur Schwartz (musik); Frank Loesser (tekst)           |            |
| 1944 (17th)                      |                                            |                                                          |            |
| Going My Way                     | "Swinging on a Star"                       | Jimmy Van Heusen (musik); Johnny Burke (tekst)           |            |
| Brazil                           | "Rio de Janeiro"                           | Ary Barroso (musik); Ned Washington (tekst)              |            |
| Cover Girl                       | "Long Ago (and Far Away)"                  | Jerome Kern (musik); Ira Gershwin (tekst)                |            |
| Follow the Boys                  | "I'll Walk Alone"                          | Jule Styne (musik); Sammy Cahn (tekst)                   |            |
| Higher and Higher                | "I Couldn't Sleep a Wink Last Night"       | Jimmy McHugh (musik); Harold Adamson (tekst)             |            |
| Hollywood Canteen                | "Sweet Dreams, Sweetheart"                 | M. K. Jerome (musik); Ted Koehler (tekst)                |            |
| Lady, Let's Dance                | "Silver Shadows and Golden Dreams"         | Lew Pollack (musik); Charles Newman (tekst)              |            |
| Meet Me in St. Louis             | "The Trolley Song"                         | Ralph Blane & Hugh Martin (musik og tekst)               |            |
| Minstrel Man                     | "Remember Me to Carolina"                  | Harry Revel (musik); Paul Francis Webster (tekst)        |            |
| Song of the Open Road            | "Too Much in Love"                         | Walter Kent (musik); Kim Gannon (tekst)                  |            |
| Sweet and Low-Down               | "I'm Making Believe"                       | James V. Monaco (musik); Mack Gordon (tekst)             |            |
| Up in Arms                       | "Now I Know"                               | Harold Arlen (musik); Ted Koehler (tekst)                |            |
| 1945 (18th)                      |                                            |                                                          |            |
| State Fair                       | "It Might as Well Be Spring"               | Richard Rodgers (musik); Oscar Hammerstein II (tekst)    |            |
| Anchors Aweigh                   | "I Fall in Love Too Easily"                | Jule Styne (musik); Sammy Cahn (tekst)                   |            |
| Belle of the Yukon               | "Sleighride in July"                       | Jimmy Van Heusen (musik); Johnny Burke (tekst)           |            |
| The Bells of St. Mary's          | "Aren't You Glad You're You?"              | Jimmy Van Heusen (musik); Johnny Burke (tekst)           |            |
| Can't Help Singing               | "More and More"                            | Jerome Kern (p.n.) (musik); Yip Harburg (tekst)          |            |
| Earl Carroll Vanities            | "Endlessly"                                | Walter Kent (musik); Kim Gannon (tekst)                  |            |
| Here Come the Waves              | "Ac-Cent-Tchu-Ate the Positive"            | Harold Arlen (musik); Johnny Mercer (tekst)              |            |
| Love Letters                     | "Love Letters"                             | Victor Young (musik); Edward Heyman (tekst)              |            |
| San Antonio                      | "Some Sunday Morning"                      | Ray Heindorf & M. K. Jerome (musik); Ted Koehler (tekst) |            |
| Sing Your Way Home               | "I'll Buy That Dream"                      | Allie Wrubel (musik); Herb Magidson (tekst)              |            |
| The Story of G.I. Joe            | "Linda"                                    | Ann Ronell (musik og tekst)                              |            |
| Tonight and Every Night          | "Anywhere"                                 | Jule Styne (musik); Sammy Cahn (tekst)                   |            |
| Why Girls Leave Home             | "The Cat and the Canary"                   | Jay Livingston (musik); Ray Evans (tekst)                |            |
| Wonder Man                       | "So in Love"                               | David Rose (musik); Leo Robin (tekst)                    |            |
| 1946 (19th)                      |                                            |                                                          |            |
| The Harvey Girls                 | "On the Atchison, Topeka and the Santa Fe" | Harry Warren (musik); Johnny Mercer (tekst)              |            |
| Blue Skies                       | "You Keep Coming Back Like a Song"         | Irving Berlin (musik og tekst)                           |            |
| Canyon Passage                   | "Ole Buttermilk Sky"                       | Hoagy Carmichael (musik); Jack Brooks (tekst)            |            |
| Centennial Summer                | "All Through the Day"                      | Jerome Kern (p.n.) (musik); Oscar Hammerstein II (tekst) |            |
| The Dolly Sisters                | "I Can't Begin to Tell You"                | James V. Monaco (p.n.) (musik); Mack Gordon (tekst)      |            |
| 1947 (20th)                      |                                            |                                                          |            |
| Song of the South                | "Zip-a-Dee-Doo-Dah"                        | Allie Wrubel (musik); Ray Gilbert (tekst)                |            |
| Good News                        | "Pass That Peace Pipe"                     | Ralph Blane, Roger Edens & Hugh Martin (musik og tekst)  |            |
| Mother Wore Tights               | "You Do"                                   | Josef Myrow (musik); Mack Gordon (tekst)                 |            |
| The Perils of Pauline            | "I Wish I Didn't Love You So"              | Frank Loesser (musik og tekst)                           |            |
| The Time, the Place and the Girl | "A Gal in Calico"                          | Arthur Schwartz (musik); Leo Robin (tekst)               |            |
| 1948 (21st)                      |                                            |                                                          |            |
| The Paleface                     | "Buttons and Bows"                         | Ray Evans & Jay Livingston (musik og tekst)              |            |
| Casbah                           | "For Every Man There's a Woman"            | Harold Arlen (musik); Leo Robin (tekst)                  |            |
| Romance on the High Seas         | "It's Magic"                               | Jule Styne (musik); Sammy Cahn (tekst)                   |            |
| That Lady in Ermine              | "This Is the Moment"                       | Friedrich Hollaender (musik); Leo Robin (tekst)          |            |
| Wet Blanket Policy               | "The Woody Woodpecker Song"                | Ramey Idriss & George Tibbles (musik og tekst)           |            |
| 1949 (22nd)                      |                                            |                                                          |            |
| Neptune's Daughter               | "Baby, It's Cold Outside"                  | Frank Loesser (musik og tekst)                           |            |
| Come to the Stable               | "Through a Long and Sleepless Night"       | Alfred Newman (musik); Mack Gordon (tekst)               |            |
| It's a Great Feeling             | "It's a Great Feeling"                     | Jule Styne (musik); Sammy Cahn (tekst)                   |            |
| My Foolish Heart                 | "My Foolish Heart"                         | Victor Young (musik); Ned Washington (tekst)             |            |
| So Dear to My Heart              | "Lavender Blue"                            | Eliot Daniel (musik); Larry Morey (tekst)                |            |

### 1950'erne
| År                              | Film                                     | Sang                                                                   | Nominerede |
| ------------------------------- | ---------------------------------------- | ---------------------------------------------------------------------- | ---------- |
| 1950 (23rd)                     |                                          |                                                                        |            |
| Captain Carey, U.S.A.           | "Mona Lisa"                              | Ray Evans & Jay Livingston (musik og tekst)                            |            |
| Cinderella                      | "Bibbidi-Bobbidi-Boo"                    | Mack David, Al Hoffman & Jerry Livingston (musik og tekst)             |            |
| Singing Guns                    | "Mule Train"                             | Fred Glickman, Hy Heath & Johnny Lange (musik og tekst)                |            |
| The Toast of New Orleans        | "Be My Love"                             | Slug Brodszky (musik); Sammy Cahn (tekst)                              |            |
| Wabash Avenue                   | "Wilhelmina"                             | Josef Myrow (musik); Mack Gordon (tekst)                               |            |
| 1951 (24th)                     |                                          |                                                                        |            |
| Here Comes the Groom            | "In the Cool, Cool, Cool of the Evening" | Hoagy Carmichael (musik); Johnny Mercer (tekst)                        |            |
| Golden Girl                     | "Never"                                  | Lionel Newman (musik); Eliot Daniel (tekst)                            |            |
| Rich, Young and Pretty          | "Wonder Why"                             | Slug Brodszky (musik); Sammy Cahn (tekst)                              |            |
| Royal Wedding                   | "Too Late Now"                           | Burton Lane (musik); Alan Jay Lerner (tekst)                           |            |
| The Strip                       | "A Kiss to Build a Dream On"             | Bert Kalmar (p.n.), Oscar Hammerstein II & Harry Ruby (musik og tekst) |            |
| 1952 (25th)                     |                                          |                                                                        |            |
| High Noon                       | "The Ballad of High Noon"                | Dimitri Tiomkin (musik); Ned Washington (tekst)                        |            |
| Because You're Mine             | "Because You're Mine"                    | Slug Brodszky (musik); Sammy Cahn (tekst)                              |            |
| Hans Christian Andersen         | "Thumbelina"                             | Frank Loesser (musik og tekst)                                         |            |
| Just for You                    | "Zing a Little Zong"                     | Harry Warren (musik); Leo Robin (tekst)                                |            |
| Son of Paleface                 | "Am I in Love"                           | Jack Brooks (musik og tekst)                                           |            |
| 1953 (26th)                     |                                          |                                                                        |            |
| Calamity Jane                   | "Secret Love"                            | Sammy Fain (musik); Paul Francis Webster (tekst)                       |            |
| The Caddy                       | "That's Amore"                           | Harry Warren (musik); Jack Brooks (tekst)                              |            |
| Miss Sadie Thompson             | "Blue Pacific Blues"                     | Lester Lee (musik); Ned Washington (tekst)                             |            |
| The Moon Is Blue                | "The Moon Is Blue"                       | Herschel Burke Gilbert (musik); Sylvia Fine (tekst)                    |            |
| Small Town Girl                 | "My Flaming Heart"                       | Slug Brodszky (musik); Leo Robin (tekst)                               |            |
| 1954 (27th)                     |                                          |                                                                        |            |
| Three Coins in the Fountain     | "Three Coins in the Fountain"            | Jule Styne (musik); Sammy Cahn (tekst)                                 |            |
| The High and the Mighty         | "The High and the Mighty"                | Dimitri Tiomkin (musik); Ned Washington (tekst)                        |            |
| A Star Is Born                  | "The Man That Got Away"                  | Harold Arlen (musik); Ira Gershwin (tekst)                             |            |
| Susan Slept Here                | "Hold My Hand"                           | Jack Lawrence & Richard Myers (musik og tekst)                         |            |
| White Christmas                 | "Count Your Blessings"                   | Irving Berlin (musik og tekst)                                         |            |
| 1955 (28th)                     |                                          |                                                                        |            |
| Love Is a Many-Splendored Thing | "Love Is a Many-Splendored Thing"        | Sammy Fain (musik); Paul Francis Webster (tekst)                       |            |
| Daddy Long Legs                 | "Something's Gotta Give"                 | Johnny Mercer (musik og tekst)                                         |            |
| Love Me or Leave Me             | "I'll Never Stop Loving You"             | Slug Brodszky (musik); Sammy Cahn (tekst)                              |            |
| The Tender Trap                 | "(Love Is) The Tender Trap"              | Jimmy Van Heusen (musik); Cahn (tekst)                                 |            |
| Unchained                       | "Unchained Melody"                       | Alex North (musik); Hy Zaret (tekst)                                   |            |
| 1956 (29th)                     |                                          |                                                                        |            |
| The Man Who Knew Too Much       | "Que Sera, Sera"                         | Ray Evans & Jay Livingston (musik og tekst)                            |            |
| Friendly Persuasion             | "Friendly Persuasion"                    | Dimitri Tiomkin (musik); Paul Francis Webster (tekst)                  |            |
| High Society                    | "True Love"                              | Cole Porter (musik og tekst)                                           |            |
| Julie                           | "Julie"                                  | Leith Stevens (musik); Tom Adair (tekst)                               |            |
| Written on the Wind             | "Written on the Wind"                    | Victor Young (p.n.) (musik); Sammy Cahn (tekst)                        |            |
| 1957 (30th)                     |                                          |                                                                        |            |
| The Joker Is Wild               | "All the Way"                            | Jimmy Van Heusen (musik); Sammy Cahn (tekst)                           |            |
| An Affair to Remember           | "An Affair to Remember"                  | Harry Warren (musik); Harold Adamson & Leo McCarey (tekst)             |            |
| April Love                      | "April Love"                             | Sammy Fain (musik); Paul Francis Webster (tekst)                       |            |
| Tammy and the Bachelor          | "Tammy"                                  | Ray Evans & Jay Livingston (musik og tekst)                            |            |
| Wild Is the Wind                | "Wild Is the Wind"                       | Dimitri Tiomkin (musik); Ned Washington (tekst)                        |            |
| 1958 (31st)                     |                                          |                                                                        |            |
| Gigi                            | "Gigi"                                   | Frederick Loewe (musik); Alan Jay Lerner (tekst)                       |            |
| A Certain Smile                 | "A Certain Smile"                        | Sammy Fain (musik); Paul Francis Webster (tekst)                       |            |
| Houseboat                       | "Almost in Your Arms"                    | Ray Evans & Jay Livingston (musik og tekst)                            |            |
| Marjorie Morningstar            | "A Very Precious Love"                   | Fain (musik); Webster (tekst)                                          |            |
| Some Came Running               | "To Love and Be Loved"                   | Jimmy Van Heusen (musik); Sammy Cahn (tekst)                           |            |
| 1959 (32nd)                     |                                          |                                                                        |            |
| A Hole in the Head              | "High Hopes"                             | Jimmy Van Heusen (musik); Sammy Cahn (tekst)                           |            |
| The Best of Everything          | "The Best of Everything"                 | Alfred Newman (musik); Cahn (tekst)                                    |            |
| The Five Pennies                | "The Five Pennies"                       | Sylvia Fine (musik og tekst)                                           |            |
| The Hanging Tree                | "The Hanging Tree"                       | Jerry Livingston (musik); Mack David (tekst)                           |            |
| The Young Land                  | "Strange Are the Ways of Love"           | Dimitri Tiomkin (musik); Ned Washington (tekst)                        |            |

### 1960'erne
| År                                 | Film                                        | Sang                                                                         | Nominerede |
| ---------------------------------- | ------------------------------------------- | ---------------------------------------------------------------------------- | ---------- |
| 1960 (33rd)                        |                                             |                                                                              |            |
| Never on Sunday                    | "Never on Sunday"                           | Manos Hatzidakis (musik og tekst)                                            |            |
| The Alamo                          | "The Green Leaves of Summer"                | Dimitri Tiomkin (musik); Paul Francis Webster (tekst)                        |            |
| The Facts of Life                  | "The Facts of Life"                         | Johnny Mercer (musik og tekst)                                               |            |
| High Time                          | "The Second Time Around"                    | Jimmy Van Heusen (musik); Sammy Cahn (tekst)                                 |            |
| Pepe                               | "Faraway Part of Town"                      | André Previn (musik); Dory Previn (tekst)                                    |            |
| 1961 (34th)                        |                                             |                                                                              |            |
| Breakfast at Tiffany's             | "Moon River"                                | Henry Mancini (musik); Johnny Mercer (tekst)                                 |            |
| Bachelor in Paradise               | "Bachelor in Paradise"                      | Mancini (musik); Mack David (tekst)                                          |            |
| El Cid                             | "The Falcon and the Dove"                   | Miklós Rózsa (musik); Paul Francis Webster (tekst)                           |            |
| Pocketful of Miracles              | "Pocketful of Miracles"                     | Jimmy Van Heusen (musik); Sammy Cahn (tekst)                                 |            |
| Town Without Pity                  | "Town Without Pity"                         | Dimitri Tiomkin (musik); Ned Washington (tekst)                              |            |
| 1962 (35th)                        |                                             |                                                                              |            |
| Days of Wine and Roses             | "Days of Wine and Roses"                    | Henry Mancini (musik); Johnny Mercer (tekst)                                 |            |
| Mutiny on the Bounty               | "Follow Me"                                 | Bronisław Kaper (musik); Paul Francis Webster (tekst)                        |            |
| Tender Is the Night                | "Tender Is the Night"                       | Sammy Fain (musik); Webster (tekst)                                          |            |
| Two for the Seesaw                 | "Second Chance"                             | André Previn (musik); Dory Previn (tekst)                                    |            |
| Walk on the Wild Side              | "Walk on the Wild Side"                     | Elmer Bernstein (musik); Mack David (tekst)                                  |            |
| 1963 (36th)                        |                                             |                                                                              |            |
| Papa's Delicate Condition          | "Call Me Irresponsible"                     | Jimmy Van Heusen (musik); Sammy Cahn (tekst)                                 |            |
| 55 Days at Peking                  | "So Little Time"                            | Dimitri Tiomkin (musik); Paul Francis Webster (tekst)                        |            |
| Charade                            | "Charade"                                   | Henry Mancini (musik); Johnny Mercer (tekst)                                 |            |
| It's a Mad, Mad, Mad, Mad World    | "It's a Mad, Mad, Mad, Mad World"           | Ernest Gold (musik); Mack David (tekst)                                      |            |
| Mondo Cane                         | "More"                                      | Nino Oliviero & Riz Ortolani (musik); Norman Newell (tekst)                  |            |
| 1964 (37th)                        |                                             |                                                                              |            |
| Mary Poppins                       | "Chim Chim Cher-ee"                         | Sherman Brothers (musik og tekst)                                            |            |
| Dear Heart                         | "Dear Heart"                                | Henry Mancini (musik); Ray Evans & Jay Livingston (tekst)                    |            |
| Hush...Hush, Sweet Charlotte       | "Hush... Hush, Sweet Charlotte"             | De Vol (musik); Mack David (tekst)                                           |            |
| Robin and the 7 Hoods              | "My Kind of Town"                           | Jimmy Van Heusen (musik); Sammy Cahn (tekst)                                 |            |
| Where Love Has Gone                | "Where Love Has Gone"                       | Jimmy Van Heusen (musik); Sammy Cahn (tekst)                                 |            |
| 1965 (38th)                        |                                             |                                                                              |            |
| The Sandpiper                      | "The Shadow of Your Smile"                  | Johnny Mandel (musik); Paul Francis Webster (tekst)                          |            |
| Cat Ballou                         | "The Ballad of Cat Ballou"                  | Jerry Livingston (musik); Mack David (tekst)                                 |            |
| The Great Race                     | "The Sweetheart Tree"                       | Henry Mancini (musik); Johnny Mercer (tekst)                                 |            |
| The Umbrellas of Cherbourg         | "I Will Wait for You"                       | Michel Legrand (musik); Jacques Demy (tekst); Norman Gimbel (English lyrics) |            |
| What's New Pussycat?               | "What's New Pussycat?"                      | Burt Bacharach (musik); Hal David (tekst)                                    |            |
| 1966 (39th)                        |                                             |                                                                              |            |
| Born Free                          | "Born Free"                                 | John Barry (musik); Don Black (tekst)                                        |            |
| Alfie                              | "Alfie"                                     | Burt Bacharach (musik); Hal David (tekst)                                    |            |
| An American Dream                  | "A Time for Love"                           | Johnny Mandel (musik); Paul Francis Webster (tekst)                          |            |
| Georgy Girl                        | "Georgy Girl"                               | Tom Springfield (musik); Jim Dale (tekst)                                    |            |
| Hawaii                             | "My Wishing Doll"                           | Elmer Bernstein (musik); Mack David (tekst)                                  |            |
| 1967 (40th)                        |                                             |                                                                              |            |
| Doctor Dolittle                    | "Talk to the Animals"                       | Leslie Bricusse (musik og tekst)                                             |            |
| Banning                            | "The Eyes of Love"                          | Quincy Jones (musik); Bob Russell (tekst)                                    |            |
| Casino Royale                      | "The Look of Love"                          | Burt Bacharach (musik); Hal David (tekst)                                    |            |
| The Jungle Book                    | "The Bare Necessities"                      | Terry Gilkyson (musik og tekst)                                              |            |
| Thoroughly Modern Millie           | "Thoroughly Modern Millie"                  | Sammy Cahn & Jimmy Van Heusen (musik og tekst)                               |            |
| 1968 (41st)                        |                                             |                                                                              |            |
| The Thomas Crown Affair            | "The Windmills of Your Mind"                | Michel Legrand (musik); Alan & Marilyn Bergman (tekst)                       |            |
| Chitty Chitty Bang Bang            | "Chitty Chitty Bang Bang"                   | Sherman Brothers (musik og tekst)                                            |            |
| For Love of Ivy                    | "For Love of Ivy"                           | Quincy Jones (musik); Bob Russell (tekst)                                    |            |
| Funny Girl                         | "Funny Girl"                                | Jule Styne (musik); Bob Merrill (tekst)                                      |            |
| Star!                              | "Star!"                                     | Jimmy Van Heusen (musik); Sammy Cahn (tekst)                                 |            |
| 1969 (42nd)                        |                                             |                                                                              |            |
| Butch Cassidy and the Sundance Kid | "Raindrops Keep Fallin' on My Head"         | Burt Bacharach (musik); Hal David (tekst)                                    |            |
| The Happy Ending                   | "What Are You Doing the Rest of Your Life?" | Michel Legrand (musik); Alan & Marilyn Bergman (tekst)                       |            |
| The Prime of Miss Jean Brodie      | "Jean"                                      | Rod McKuen (musik og tekst)                                                  |            |
| The Sterile Cuckoo                 | "Come Saturday Morning"                     | Fred Karlin (musik); Dory Previn (tekst)                                     |            |
| True Grit                          | "True Grit"                                 | Elmer Bernstein (musik); Don Black (tekst)                                   |            |

### 1970'erne
| År                                   | Film                                                      | Sang                                                    | Nominerede |
| ------------------------------------ | --------------------------------------------------------- | ------------------------------------------------------- | ---------- |
| 1970 (43rd)                          |                                                           |                                                         |            |
| Lovers and Other Strangers           | "For All We Know"                                         | Fred Karlin (musik); Jimmy Griffin & Robb Royer (tekst) |            |
| Darling Lili                         | "Whistling Away the Dark"                                 | Henry Mancini (musik); Johnny Mercer (tekst)            |            |
| Madron                               | "Till Love Touches Your Life"                             | Riz Ortolani (musik); Arthur Hamilton (tekst)           |            |
| Pieces of Dreams                     | "Pieces of Dreams"                                        | Michel Legrand (musik); Alan & Marilyn Bergman (tekst)  |            |
| Scrooge                              | "Thank You Very Much"                                     | Leslie Bricusse (musik og tekst)                        |            |
| 1971 (44th)                          |                                                           |                                                         |            |
| Shaft                                | "Theme from Shaft"                                        | Isaac Hayes (musik og tekst)                            |            |
| Bedknobs and Broomsticks             | "The Age of Not Believing"                                | Sherman Brothers (musik og tekst)                       |            |
| Bless the Beasts & Children          | "Bless the Beasts & Children"                             | Perry Botkin Jr. & Barry De Vorzon (music and lyrics)   |            |
| Kotch                                | "Life Is What You Make It"                                | Marvin Hamlisch (musik); Johnny Mercer (tekst)          |            |
| Sometimes a Great Notion             | "All His Children"                                        | Henry Mancini (musik); Alan & Marilyn Bergman (tekst)   |            |
| 1972 (45th)                          |                                                           |                                                         |            |
| The Poseidon Adventure               | "The Morning After"                                       | Joel Hirschhorn & Al Kasha (musik og tekst)             |            |
| Ben                                  | "Ben"                                                     | Walter Scharf (musik); Don Black (tekst)                |            |
| The Life and Times of Judge Roy Bean | "Marmalade, Molasses & Honey"                             | Maurice Jarre (musik); Alan & Marilyn Bergman (tekst)   |            |
| The Little Ark                       | "Come Follow, Follow Me"                                  | Fred Karlin (musik); Marsha Karlin (tekst)              |            |
| The Stepmother                       | "Strange Are the Ways of Love"                            | Sammy Fain (musik); Paul Francis Webster (tekst)        |            |
| 1973 (46th)                          |                                                           |                                                         |            |
| The Way We Were                      | "The Way We Were"                                         | Marvin Hamlisch (musik); Alan & Marilyn Bergman (tekst) |            |
| Cinderella Liberty                   | "Nice to Be Around"                                       | John Williams (musik); Paul Williams (tekst)            |            |
| Live and Let Die                     | "Live and Let Die"                                        | Linda & Paul McCartney (musik og tekst)                 |            |
| Robin Hood                           | "Love"                                                    | George Bruns (musik); Floyd Huddleston (tekst)          |            |
| A Touch of Class                     | "All That Love Went to Waste"                             | George Barrie (musik); Sammy Cahn (tekst)               |            |
| 1974 (47th)                          |                                                           |                                                         |            |
| The Towering Inferno                 | "We May Never Love Like This Again"                       | Joel Hirschhorn & Al Kasha (musik og tekst)             |            |
| Benji                                | "I Feel Love"                                             | Euel Box (musik); Betty Box (tekst)                     |            |
| Blazing Saddles                      | "Blazing Saddles"                                         | John Morris (musik); Mel Brooks (tekst)                 |            |
| Gold                                 | "Wherever Love Takes Me"                                  | Elmer Bernstein (musik); Don Black (tekst)              |            |
| The Little Prince                    | "Little Prince"                                           | Frederick Loewe (musik); Alan Jay Lerner (tekst)        |            |
| 1975 (48th)                          |                                                           |                                                         |            |
| Nashville                            | "I'm Easy"                                                | Keith Carradine (musik og tekst)                        |            |
| Funny Lady                           | "How Lucky Can You Get"                                   | Fred Ebb & John Kander (musik og tekst)                 |            |
| Mahogany                             | "Theme from Mahogany (Do You Know Where You're Going To)" | Michael Masser (musik); Gerry Goffin (tekst)            |            |
| The Other Side of the Mountain       | "Richard's Window"                                        | Charles Fox (musik); Norman Gimbel (tekst)              |            |
| Whiffs                               | "Now That We're in Love"                                  | George Barrie (musik); Sammy Cahn (tekst)               |            |
| 1976 (49th)                          |                                                           |                                                         |            |
| A Star Is Born                       | "Evergreen (Love Theme from A Star Is Born)"              | Barbra Streisand (musik); Paul Williams (tekst)         |            |
| Half a House                         | "A World That Never Was"                                  | Sammy Fain (musik); Paul Francis Webster (tekst)        |            |
| The Omen                             | "Ave Satani"                                              | Jerry Goldsmith (musik og tekst)                        |            |
| The Pink Panther Strikes Again       | "Come to Me"                                              | Henry Mancini (musik); Don Black (tekst)                |            |
| Rocky                                | "Gonna Fly Now"                                           | Bill Conti (musik); Carol Connors & Ayn Robbins (tekst) |            |
| 1977 (50th)                          |                                                           |                                                         |            |
| You Light Up My Life                 | "You Light Up My Life"                                    | Joseph Brooks (musik og tekst)                          |            |
| Pete's Dragon                        | "Candle on the Water"                                     | Joel Hirschhorn & Al Kasha (musik og tekst)             |            |
| The Rescuers                         | "Someone's Waiting for You"                               | Sammy Fain (musik); Carol Connors & Ayn Robbins (tekst) |            |
| The Slipper and the Rose             | "He/She Danced with Me"                                   | Sherman Brothers (musik og tekst)                       |            |
| The Spy Who Loved Me                 | "Nobody Does It Better"                                   | Marvin Hamlisch (musik); Carole Bayer Sager (tekst)     |            |
| 1978 (51st)                          |                                                           |                                                         |            |
| Thank God It's Friday                | "Last Dance"                                              | Paul Jabara (musik og tekst)                            |            |
| Foul Play                            | "Ready to Take a Chance Again"                            | Charles Fox (musik); Norman Gimbel (tekst)              |            |
| Grease                               | "Hopelessly Devoted to You"                               | John Farrar (musik og tekst)                            |            |
| The Magic of Lassie                  | "When You're Loved"                                       | Sherman Brothers (musik og tekst)                       |            |
| Same Time, Next Year                 | "The Last Time I Felt Like This"                          | Marvin Hamlisch (musik); Alan & Marilyn Bergman (tekst) |            |
| 1979 (52nd)                          |                                                           |                                                         |            |
| Norma Rae                            | "It Goes Like It Goes"                                    | David Shire (musik); Norman Gimbel (tekst)              |            |
| 10                                   | "It's Easy to Say"                                        | Henry Mancini (musik); Robert Wells (tekst)             |            |
| Ice Castles                          | "Through the Eyes of Love"                                | Marvin Hamlisch (musik); Carole Bayer Sager (tekst)     |            |
| The Muppet Movie                     | "Rainbow Connection"                                      | Kenny Ascher & Paul Williams (musik og tekst)           |            |
| The Promise                          | "I'll Never Say Goodbye"                                  | David Shire (musik); Alan & Marilyn Bergman (tekst)     |            |

### 1980'erne
| År                         | Film                                       | Sang                                                                                 | Nominerede |
| -------------------------- | ------------------------------------------ | ------------------------------------------------------------------------------------ | ---------- |
| 1980 (53rd)                |                                            |                                                                                      |            |
| Fame                       | "Fame"                                     | Michael Gore (musik); Dean Pitchford (tekst)                                         |            |
| 9 to 5                     | "9 to 5"                                   | Dolly Parton (musik og tekst)                                                        |            |
| The Competition            | "People Alone"                             | Lalo Schifrin (musik); Will Jennings (tekst)                                         |            |
| Fame                       | "Out Here on My Own"                       | Michael Gore (musik); Lesley Gore (tekst)                                            |            |
| Honeysuckle Rose           | "On the Road Again"                        | Willie Nelson (musik og tekst)                                                       |            |
| 1981 (54th)                |                                            |                                                                                      |            |
| Arthur                     | "Arthur's Theme (Best That You Can Do)"    | Peter Allen, Burt Bacharach, Christopher Cross & Carole Bayer Sager (musik og tekst) |            |
| Endless Love               | "Endless Love"                             | Lionel Richie (musik og tekst)                                                       |            |
| For Your Eyes Only         | "For Your Eyes Only"                       | Bill Conti (musik); Mick Leeson (tekst)                                              |            |
| The Great Muppet Caper     | "The First Time It Happens"                | Joe Raposo (musik og tekst)                                                          |            |
| Ragtime                    | "One More Hour"                            | Randy Newman (musik og tekst)                                                        |            |
| 1982 (55th)                |                                            |                                                                                      |            |
| An Officer and a Gentleman | "Up Where We Belong"                       | Jack Nitzsche & Buffy Sainte-Marie (musik); Will Jennings (tekst)                    |            |
| Best Friends               | "How Do You Keep the Music Playing?"       | Michel Legrand (musik); Alan & Marilyn Bergman (tekst)                               |            |
| Rocky III                  | "Eye of the Tiger"                         | Jim Peterik & Frankie Sullivan (musik og tekst)                                      |            |
| Tootsie                    | "It Might Be You"                          | Dave Grusin (musik); A. & M. Bergman (tekst)                                         |            |
| Yes, Giorgio               | "If We Were in Love"                       | John Williams (musik); A. & M. Bergman (tekst)                                       |            |
| 1983 (56th)                |                                            |                                                                                      |            |
| Flashdance                 | "Flashdance... What a Feeling"             | Giorgio Moroder (musik); Irene Cara & Keith Forsey (tekst)                           |            |
| Flashdance                 | "Maniac"                                   | Dennis Matkosky & Michael Sembello (musik og tekst)                                  |            |
| Tender Mercies             | "Over You"                                 | Bobby Hart & Austin Roberts (musik og tekst)                                         |            |
| Yentl                      | "Papa, Can You Hear Me?"                   | Michel Legrand (musik); Alan & Marilyn Bergman (tekst)                               |            |
| Yentl                      | "The Way He Makes Me Feel"                 | Michel Legrand (musik); Alan & Marilyn Bergman (tekst)                               |            |
| 1984 (57th)                |                                            |                                                                                      |            |
| The Woman in Red           | "I Just Called to Say I Love You"          | Stevie Wonder (musik og tekst)                                                       |            |
| Against All Odds           | "Against All Odds (Take a Look at Me Now)" | Phil Collins (musik og tekst)                                                        |            |
| Footloose                  | "Footloose"                                | Kenny Loggins & Dean Pitchford (musik og tekst)                                      |            |
| Footloose                  | "Let's Hear It for the Boy"                | Pitchford & Tom Snow (musik og tekst)                                                |            |
| Ghostbusters               | "Ghostbusters"                             | Ray Parker Jr. (musik og tekst)                                                      |            |
| 1985 (58th)                |                                            |                                                                                      |            |
| White Nights               | "Say You, Say Me"                          | Lionel Richie (musik og tekst)                                                       |            |
| Back to the Future         | "The Power of Love"                        | Johnny Colla & Chris Hayes (musik); Huey Lewis (tekst)                               |            |
| A Chorus Line              | "Surprise, Surprise"                       | Marvin Hamlisch (musik); Ed Kleban (tekst)                                           |            |
| The Color Purple           | "Sister"                                   | Quincy Jones & Rod Temperton (musik); Jones, Richie & Temperton (tekst)              |            |
| White Nights               | "Separate Lives"                           | Stephen Bishop (musik og tekst)                                                      |            |
| 1986 (59th)                |                                            |                                                                                      |            |
| Top Gun                    | "Take My Breath Away"                      | Giorgio Moroder (musik); Tom Whitlock (tekst)                                        |            |
| An American Tail           | "Somewhere Out There"                      | James Horner & Barry Mann (musik); Cynthia Weil (tekst)                              |            |
| The Karate Kid Part II     | "Glory of Love"                            | Peter Cetera & David Foster (musik); Cetera & Diane Nini (tekst)                     |            |
| Little Shop of Horrors     | "Mean Green Mother from Outer Space"       | Alan Menken (musik); Howard Ashman (tekst)                                           |            |
| That's Life!               | "Life in a Looking Glass"                  | Henry Mancini (musik); Leslie Bricusse (tekst)                                       |            |
| 1987 (60th)                |                                            |                                                                                      |            |
| Dirty Dancing              | "(I've Had) The Time of My Life"           | John DeNicola, Donald Markowitz & Franke Previte (musik); Previte (tekst)            |            |
| Beverly Hills Cop II       | "Shakedown"                                | Harold Faltermeyer & Keith Forsey (musik); Faltermeyer, Forsey & Bob Seger (tekst)   |            |
| Cry Freedom                | "Cry Freedom"                              | George Fenton & Jonas Gwangwa (musik og tekst)                                       |            |
| Mannequin                  | "Nothing's Gonna Stop Us Now"              | Albert Hammond & Diane Warren (musik og tekst)                                       |            |
| The Princess Bride         | "Storybook Love"                           | Willy DeVille (musik og tekst)                                                       |            |
| 1988 (61st)                |                                            |                                                                                      |            |
| Working Girl               | "Let the River Run"                        | Carly Simon (musik og tekst)                                                         |            |
| Bagdad Cafe                | "Calling You"                              | Bob Telson (musik og tekst)                                                          |            |
| Buster                     | "Two Hearts"                               | Lamont Dozier (musik); Phil Collins (tekst)                                          |            |
| 1989 (62nd)                |                                            |                                                                                      |            |
| The Little Mermaid         | "Under the Sea"                            | Alan Menken (musik); Howard Ashman (tekst)                                           |            |
| Chances Are                | "After All"                                | Tom Snow (musik); Dean Pitchford (tekst)                                             |            |
| The Little Mermaid         | "Kiss the Girl"                            | Menken (musik); Ashman (tekst)                                                       |            |
| Parenthood                 | "I Love to See You Smile"                  | Randy Newman (musik og tekst)                                                        |            |
| Shirley Valentine          | "The Girl Who Used to Be Me"               | Marvin Hamlisch (musik); Alan Bergman & Marilyn Bergman (tekst)                      |            |

### 1990'erne
| År                                 | Film                                    | Sang                                                                                         | Nominerede |
| ---------------------------------- | --------------------------------------- | -------------------------------------------------------------------------------------------- | ---------- |
| 1990 (63rd)                        |                                         |                                                                                              |            |
| Dick Tracy                         | "Sooner or Later (I Always Get My Man)" | Stephen Sondheim (musik og tekst)                                                            |            |
| The Godfather Part III             | "Promise Me You'll Remember"            | Carmine Coppola (musik); John Bettis (tekst)                                                 |            |
| Home Alone                         | "Somewhere in My Memory"                | John Williams (musik); Leslie Bricusse (tekst)                                               |            |
| Postcards from the Edge            | "I'm Checkin' Out"                      | Shel Silverstein (musik og tekst)                                                            |            |
| Young Guns II                      | "Blaze of Glory"                        | Jon Bon Jovi (musik og tekst)                                                                |            |
| 1991 (64th)                        |                                         |                                                                                              |            |
| Beauty and the Beast               | "Beauty and the Beast"                  | Alan Menken (musik); Howard Ashman (p.r.) (tekst)                                            |            |
| Beauty and the Beast               | "Be Our Guest"                          | Menken (musik); Ashman (p.n.) (tekst)                                                        |            |
| Beauty and the Beast               | "Belle"                                 | Menken (musik); Ashman (p.n.) (tekst)                                                        |            |
| Hook                               | "When You're Alone"                     | John Williams (musik); Leslie Bricusse (tekst)                                               |            |
| Robin Hood: Prince of Thieves      | "(Everything I Do) I Do It for You"     | Michael Kamen (musik); Bryan Adams & Mutt Lange (tekst)                                      |            |
| 1992 (65th)                        |                                         |                                                                                              |            |
| Aladdin                            | "A Whole New World"                     | Alan Menken (musik); Tim Rice (tekst)                                                        |            |
| Aladdin                            | "Friend Like Me"                        | Menken (musik); Howard Ashman (p.n.) (tekst)                                                 |            |
| The Bodyguard                      | "I Have Nothing"                        | David Foster (musik); Linda Thompson (tekst)                                                 |            |
| The Bodyguard                      | "Run to You"                            | Jud J. Friedman (musik); Allan Dennis Rich (tekst)                                           |            |
| The Mambo Kings                    | "Beautiful Maria of My Soul"            | Robert Kraft (musik); Arne Glimcher (tekst)                                                  |            |
| 1993 (66th)                        |                                         |                                                                                              |            |
| Philadelphia                       | "Streets of Philadelphia"               | Bruce Springsteen (musik og tekst)                                                           |            |
| Beethoven's 2nd                    | "The Day I Fall in Love"                | James Ingram, Clif Magness & Carole Bayer Sager (musik og tekst)                             |            |
| Philadelphia                       | "Philadelphia"                          | Neil Young (musik og tekst)                                                                  |            |
| Poetic Justice                     | "Again"                                 | Janet Jackson, Jimmy Jam & Terry Lewis (musik og tekst)                                      |            |
| Sleepless in Seattle               | "A Wink and a Smile"                    | Marc Shaiman (musik); Ramsey McLean (tekst)                                                  |            |
| 1994 (67th)                        |                                         |                                                                                              |            |
| The Lion King                      | "Can You Feel the Love Tonight"         | Elton John (musik); Tim Rice (tekst)                                                         |            |
| Junior                             | "Look What Love Has Done"               | James Newton Howard, James Ingram, Carole Bayer Sager & Patty Smyth (musik og tekst)         |            |
| The Lion King                      | "Circle of Life"                        | Elton John (musik); Tim Rice (tekst)                                                         |            |
| The Lion King                      | "Hakuna Matata"                         | Elton John (musik); Tim Rice (tekst)                                                         |            |
| The Paper                          | "Make Up Your Mind"                     | Randy Newman (musik og tekst)                                                                |            |
| 1995 (68th)                        |                                         |                                                                                              |            |
| Pocahontas                         | "Colors of the Wind"                    | Alan Menken (musik); Stephen Schwartz (tekst)                                                |            |
| Dead Man Walking                   | "Dead Man Walkin'"                      | Bruce Springsteen (musik og tekst)                                                           |            |
| Don Juan DeMarco                   | "Have You Ever Really Loved a Woman?"   | Bryan Adams, Michael Kamen & Mutt Lange (musik og tekst)                                     |            |
| Sabrina                            | "Moonlight"                             | John Williams (musik); Alan & Marilyn Bergman (tekst)                                        |            |
| Toy Story                          | "You've Got a Friend in Me"             | Randy Newman (musik og tekst)                                                                |            |
| 1996 (69th)                        |                                         |                                                                                              |            |
| Evita                              | "You Must Love Me"                      | Andrew Lloyd Webber (musik); Tim Rice (tekst)                                                |            |
| The Mirror Has Two Faces           | "I Finally Found Someone"               | Bryan Adams, Marvin Hamlisch, Mutt Lange & Barbra Streisand (musik og tekst)                 |            |
| One Fine Day                       | "For the First Time"                    | Jud J. Friedman, James Newton Howard & Allan Dennis Rich (musik og tekst)                    |            |
| That Thing You Do!                 | "That Thing You Do!"                    | Adam Schlesinger (musik og tekst)                                                            |            |
| Up Close and Personal              | "Because You Loved Me"                  | Diane Warren (musik og tekst)                                                                |            |
| 1997 (70th)                        |                                         |                                                                                              |            |
| Titanic                            | "My Heart Will Go On"                   | James Horner (musik); Will Jennings (tekst)                                                  |            |
| Anastasia                          | "Journey to the Past"                   | Stephen Flaherty (musik); Lynn Ahrens (tekst)                                                |            |
| Con Air                            | "How Do I Live"                         | Diane Warren (music and lyrics)                                                              |            |
| Good Will Hunting                  | "Miss Misery"                           | Elliott Smith (musik og tekst)                                                               |            |
| Hercules                           | "Go the Distance"                       | Alan Menken (musik); David Zippel (tekst)                                                    |            |
| 1998 (71st)                        |                                         |                                                                                              |            |
| The Prince of Egypt                | "When You Believe"                      | Stephen Schwartz (musik og tekst)                                                            |            |
| Armageddon                         | "I Don't Want to Miss a Thing"          | Diane Warren (musik og tekst)                                                                |            |
| Babe: Pig in the City              | "That'll Do"                            | Randy Newman (musik og tekst)                                                                |            |
| The Horse Whisperer                | "A Soft Place to Fall"                  | Allison Moorer & Gwil Owen (musik og tekst)                                                  |            |
| Quest for Camelot                  | "The Prayer"                            | David Foster & Carole Bayer Sager (musik); Foster, Tony Renis, Sager & Alberto Testa (tekst) |            |
| 1999 (72nd)                        |                                         |                                                                                              |            |
| Tarzan                             | "You'll Be in My Heart"                 | Phil Collins (musik og tekst)                                                                |            |
| Magnolia                           | "Save Me"                               | Aimee Mann (musik og tekst)                                                                  |            |
| Music of the Heart                 | "Music of My Heart"                     | Diane Warren (musik og tekst)                                                                |            |
| South Park: Bigger, Longer & Uncut | "Blame Canada"                          | Trey Parker & Marc Shaiman (musik og tekst)                                                  |            |
| Toy Story 2                        | "When She Loved Me"                     | Randy Newman (musik og tekst)                                                                |            |

### 2000'erne
| År                                                | Film                               | Sang                                                       | Nominerede |
| ------------------------------------------------- | ---------------------------------- | ---------------------------------------------------------- | ---------- |
| 2000 (73rd)                                       |                                    |                                                            |            |
| Wonder Boys                                       | "Things Have Changed"              | Bob Dylan (music and lyrics)                               |            |
| Crouching Tiger, Hidden Dragon                    | "A Love Before Time"               | Jorge Calandrelli & Tan Dun (musik); James Schamus (tekst) |            |
| Dancer in the Dark                                | "I've Seen It All"                 | Björk (musik); Sjón & Lars von Trier (tekst)               |            |
| The Emperor's New Groove                          | "My Funny Friend and Me"           | David Hartley & Sting (musik); Sting (tekst)               |            |
| Meet the Parents                                  | "A Fool in Love"                   | Randy Newman (musik og tekst)                              |            |
| 2001 (74th)                                       |                                    |                                                            |            |
| Monsters, Inc.                                    | "If I Didn't Have You"             | Randy Newman (musik og tekst)                              |            |
| Kate & Leopold                                    | "Until..."                         | Sting (musik og tekst)                                     |            |
| The Lord of the Rings: The Fellowship of the Ring | "May It Be"                        | Enya, Nicky & Roma Ryan (music and lyrics)                 |            |
| Pearl Harbor                                      | "There You'll Be"                  | Diane Warren (musik og tekst)                              |            |
| Vanilla Sky                                       | "Vanilla Sky"                      | Paul McCartney (musik og tekst)                            |            |
| 2002 (75th)                                       |                                    |                                                            |            |
| 8 Mile                                            | "Lose Yourself"                    | Jeff Bass, Eminem & Luis Resto (musik); Eminem (tekst)     |            |
| Chicago                                           | "I Move On"                        | John Kander (musik); Fred Ebb (tekst)                      |            |
| Frida                                             | "Burn It Blue"                     | Elliot Goldenthal (musik); Julie Taymor (tekst)            |            |
| Gangs of New York                                 | "The Hands That Built America"     | U2 (musik og tekst)                                        |            |
| The Wild Thornberrys Movie                        | "Father and Daughter"              | Paul Simon (musik og tekst)                                |            |
| 2003 (76th)                                       |                                    |                                                            |            |
| The Lord of the Rings: The Return of the King     | "Into the West"                    | Annie Lennox, Howard Shore & Fran Walsh (musik og tekst)   |            |
| Cold Mountain                                     | "Scarlet Tide"                     | T Bone Burnett & Elvis Costello (musik og tekst)           |            |
| Cold Mountain                                     | "You Will Be My Ain True Love"     | Sting (musik og tekst)                                     |            |
| A Mighty Wind                                     | "A Kiss at the End of the Rainbow" | Michael McKean & Annette O'Toole (musik og tekst)          |            |
| The Triplets of Belleville                        | "Belleville Rendez-vous"           | Benoît Charest (musik); Sylvain Chomet (tekst)             |            |
| 2004 (77th)                                       |                                    |                                                            |            |
| The Motorcycle Diaries                            | "Al otro lado del río"             | Jorge Drexler (musik og tekst)                             |            |
| The Chorus                                        | "Look to Your Path"                | Bruno Coulais (musik); Christophe Barratier (tekst)        |            |
| The Phantom of the Opera                          | "Learn to Be Lonely"               | Andrew Lloyd Webber (musik); Charles Hart (tekst)          |            |
| The Polar Express                                 | "Believe"                          | Glen Ballard & Alan Silvestri (musik og tekst)             |            |
| Shrek 2                                           | "Accidentally in Love"             | Counting Crows (musik); Adam Duritz & Dan Vickrey (tekst)  |            |
| 2005 (78th)                                       |                                    |                                                            |            |
| Hustle & Flow                                     | "It's Hard out Here for a Pimp"    | Frayser Boy, Juicy J & DJ Paul (musik og tekst)            |            |
| Crash                                             | "In the Deep"                      | Michael Becker & Bird York (musik); York (tekst)           |            |
| Transamerica                                      | "Travelin' Thru"                   | Dolly Parton (musik og tekst)                              |            |
| 2006 (79th)                                       |                                    |                                                            |            |
| An Inconvenient Truth                             | "I Need to Wake Up"                | Melissa Etheridge (musik og tekst)                         |            |
| Cars                                              | "Our Town"                         | Randy Newman (musik og tekst)                              |            |
| Dreamgirls                                        | "Listen"                           | Scott Cutler & Henry Krieger (musik); Anne Preven (tekst)  |            |
| Dreamgirls                                        | "Love You I Do"                    | Krieger (musik); Siedah Garrett (tekst)                    |            |
| Dreamgirls                                        | "Patience"                         | Krieger (musik); Willie Reale (tekst)                      |            |
| 2007 (80th)                                       |                                    |                                                            |            |
| Once                                              | "Falling Slowly"                   | Glen Hansard & Markéta Irglová (musik og tekst)            |            |
| August Rush                                       | "Raise It Up"                      | Jamal Joseph, Charles Mack & Tevin Thomas (musik og tekst) |            |
| Enchanted                                         | "Happy Working Song"               | Alan Menken (musik); Stephen Schwartz (tekst)              |            |
| Enchanted                                         | "So Close"                         | Alan Menken (musik); Stephen Schwartz (tekst)              |            |
| Enchanted                                         | "That's How You Know"              | Alan Menken (musik); Stephen Schwartz (tekst)              |            |
| 2008 (81st)                                       |                                    |                                                            |            |
| Slumdog Millionaire                               | "Jai Ho"                           | A. R. Rahman (musik); Gulzar (tekst)                       |            |
| Slumdog Millionaire                               | "O... Saya"                        | Rahman & M.I.A. (musik og tekst)                           |            |
| WALL-E                                            | "Down to Earth"                    | Peter Gabriel & Thomas Newman (musik); Gabriel (tekst)     |            |
| 2009 (82nd)                                       |                                    |                                                            |            |
| Crazy Heart                                       | "The Weary Kind"                   | Ryan Bingham & T Bone Burnett (musik og tekst)             |            |
| Nine                                              | "Take It All"                      | Maury Yeston (musik og tekst)                              |            |
| Paris 36                                          | "Loin de Paname"                   | Reinhardt Wagner (musik); Frank Thomas (tekst)             |            |
| The Princess and the Frog                         | "Almost There"                     | Randy Newman (musik og tekst)                              |            |
| The Princess and the Frog                         | "Down in New Orleans"              | Randy Newman (musik og tekst)                              |            |

### 2010'erne
| År                            | Film                                       | Sang                                                                             | Nominerede |
| ----------------------------- | ------------------------------------------ | -------------------------------------------------------------------------------- | ---------- |
| 2010 (83rd)                   |                                            |                                                                                  |            |
| Toy Story 3                   | "We Belong Together"                       | Randy Newman (musik og tekst)                                                    |            |
| 127 Hours                     | "If I Rise"                                | A. R. Rahman (musik); Rollo Armstrong & Dido (tekst)                             |            |
| Country Strong                | "Coming Home"                              | Tom Douglas, Hillary Lindsey & Troy Verges (musik og tekst)                      |            |
| Tangled                       | "I See the Light"                          | Alan Menken (musik); Glenn Slater (tekst)                                        |            |
| 2011 (84th)                   |                                            |                                                                                  |            |
| The Muppets                   | "Man or Muppet"                            | Bret McKenzie (musik og tekst)                                                   |            |
| Rio                           | "Real in Rio"                              | Carlinhos Brown & Sérgio Mendes (musik); Siedah Garrett (tekst)                  |            |
| 2012 (85th)                   |                                            |                                                                                  |            |
| Skyfall                       | "Skyfall"                                  | Adele & Paul Epworth (musik og tekst)                                            |            |
| Chasing Ice                   | "Before My Time"                           | J. Ralph (musik og tekst)                                                        |            |
| Les Misérables                | "Suddenly"                                 | Claude-Michel Schönberg (musik); Alain Boublil & Herbert Kretzmer (tekst)        |            |
| Life of Pi                    | "Pi's Lullaby"                             | Mychael Danna (musik); Bombay Jayashri (tekst)                                   |            |
| Ted                           | "Everybody Needs a Best Friend"            | Walter Murphy (musik); Seth MacFarlane (tekst)                                   |            |
| 2013 (86th)                   |                                            |                                                                                  |            |
| Frozen                        | "Let It Go"                                | Kristen Anderson-Lopez & Robert Lopez (musik og tekst)                           |            |
| Despicable Me 2               | "Happy"                                    | Pharrell Williams (musik og tekst)                                               |            |
| Her                           | "The Moon Song"                            | Karen O (musik); Spike Jonze & O (tekst)                                         |            |
| Mandela: Long Walk to Freedom | "Ordinary Love"                            | U2 (musik); Bono (tekst)                                                         |            |
| 2014 (87th)                   |                                            |                                                                                  |            |
| Selma                         | "Glory"                                    | Common & John Legend (musik og tekst)                                            |            |
| Begin Again                   | "Lost Stars"                               | Gregg Alexander & Danielle Brisebois (musik og tekst)                            |            |
| Beyond the Lights             | "Grateful"                                 | Diane Warren (musik og tekst)                                                    |            |
| Glen Campbell: I'll Be Me     | "I'm Not Gonna Miss You"                   | Glen Campbell & Julian Raymond (musik og tekst)                                  |            |
| The Lego Movie                | "Everything Is Awesome"                    | Shawn Patterson (musik og tekst)                                                 |            |
| 2015 (88th)                   |                                            |                                                                                  |            |
| Spectre                       | "Writing's on the Wall"                    | Jimmy Napes & Sam Smith (musik og tekst)                                         |            |
| Fifty Shades of Grey          | "Earned It"                                | Belly, DeHeala, Stephan Moccio & The Weeknd (musik og tekst)                     |            |
| The Hunting Ground            | "Til It Happens to You"                    | Lady Gaga & Diane Warren (musik og tekst)                                        |            |
| Racing Extinction             | "Manta Ray"                                | J. Ralph (musik); Anohni (tekst)                                                 |            |
| Youth                         | "Simple Song #3"                           | David Lang (musik og tekst)                                                      |            |
| 2016 (89th)                   |                                            |                                                                                  |            |
| La La Land                    | "City of Stars"                            | Justin Hurwitz (musik); Benj Pasek & Justin Paul (tekst)                         |            |
| Jim: The James Foley Story    | "The Empty Chair"                          | J. Ralph & Sting (musik og tekst)                                                |            |
| La La Land                    | "Audition (The Fools Who Dream)"           | Hurwitz (musik); Pasek & Paul (tekst)                                            |            |
| Moana                         | "How Far I'll Go"                          | Lin-Manuel Miranda (musik og tekst)                                              |            |
| Trolls                        | "Can't Stop the Feeling!"                  | Max Martin, Shellback & Justin Timberlake (musik og tekst)                       |            |
| 2017 (90th)                   |                                            |                                                                                  |            |
| Coco                          | "Remember Me"                              | Kristen Anderson-Lopez & Robert Lopez (musik og tekst)                           |            |
| Call Me by Your Name          | "Mystery of Love"                          | Sufjan Stevens (musik og tekst)                                                  |            |
| The Greatest Showman          | "This Is Me"                               | Benj Pasek & Justin Paul (musik og tekst)                                        |            |
| Marshall                      | "Stand Up for Something"                   | Diane Warren (musik); Common & Warren (tekst)                                    |            |
| Mudbound                      | "Mighty River"                             | Mary J. Blige, Raphael Saadiq & Taura Stinson (musik og tekst)                   |            |
| 2018 (91st)                   |                                            |                                                                                  |            |
| A Star Is Born                | "Shallow"                                  | Lady Gaga, Mark Ronson, Anthony Rossomando & Andrew Wyatt (musik og tekst)       |            |
| The Ballad of Buster Scruggs  | "When a Cowboy Trades His Spurs for Wings" | David Rawlings & Gillian Welch (musik og tekst)                                  |            |
| Black Panther                 | "All the Stars"                            | Kendrick Lamar, Sounwave & Anthony Tiffith (musik); Lamar, SZA & Tiffith (tekst) |            |
| Mary Poppins Returns          | "The Place Where Lost Things Go"           | Marc Shaiman (musik); Shaiman & Scott Wittman (tekst)                            |            |
| RBG                           | "I'll Fight"                               | Diane Warren (musik og tekst)                                                    |            |
| 2019 (92nd)                   |                                            |                                                                                  |            |
| Rocketman                     | "(I'm Gonna) Love Me Again"                | Elton John (musik); Bernie Taupin (tekst)                                        |            |
| Breakthrough                  | "I'm Standing with You"                    | Diane Warren (musik og tekst)                                                    |            |
| Frozen II                     | "Into the Unknown"                         | Kristen Anderson-Lopez & Robert Lopez (musik og tekst)                           |            |
| Harriet                       | "Stand Up"                                 | Joshuah Brian Campbell & Cynthia Erivo (musik og tekst)                          |            |
| Toy Story 4                   | "I Can't Let You Throw Yourself Away"      | Randy Newman (musik og tekst)                                                    |            |

### 2020'erne
| År                                | Film                                            | Sang                                                                           | Nominerede                                                       |
| --------------------------------- | ----------------------------------------------- | ------------------------------------------------------------------------------ | ---------------------------------------------------------------- |
| 2020/21 (93rd)                    | Judas and the Black Messiah                     | "Fight for You"                                                                | D'Mile & H.E.R. (musik); H.E.R. & Tiara Thomas (tekst)           |
| 2020/21 (93rd)                    | Eurovision Song Contest: The Story of Fire Saga | "Husavik"                                                                      | Rickard Göransson, Fat Max Gsus & Savan Kotecha (musik og tekst) |
| 2020/21 (93rd)                    | The Life Ahead                                  | "Io sì (Seen)"                                                                 | Diane Warren (musik); Laura Pausini & Warren (tekst)             |
| 2020/21 (93rd)                    | One Night in Miami...                           | "Speak Now"                                                                    | Sam Ashworth & Leslie Odom Jr. (musik og tekst)                  |
| 2020/21 (93rd)                    | The Trial of the Chicago 7                      | "Hear My Voice"                                                                | Daniel Pemberton (musik); Celeste & Pemberton (tekst)            |
| 2021 (94th)                       | No Time to Die                                  | "No Time to Die"                                                               | Billie Eilish & Finneas O'Connell (musik og tekst)               |
| 2021 (94th)                       | Belfast                                         | "Down to Joy"                                                                  | Van Morrison (musik og tekst)                                    |
| 2021 (94th)                       | Encanto                                         | "Dos Oruguitas"                                                                | Lin-Manuel Miranda (musik og tekst)                              |
| 2021 (94th)                       | Four Good Days                                  | "Somehow You Do"                                                               | Diane Warren (musik og tekst)                                    |
| 2021 (94th)                       | King Richard                                    | "Be Alive"                                                                     | Beyoncé & DIXSON (musik og tekst)                                |
| 2022 (95th)                       |                                                 |                                                                                |                                                                  |
| Black Panther: Wakanda Forever    | "Lift Me Up"                                    | Ryan Coogler, Ludwig Göransson, Rihanna & Tems (musik); Coogler & Tems (tekst) |                                                                  |
| Everything Everywhere All at Once | "This Is a Life"                                | David Byrne, Ryan Lott & Mitski (musik); Byrne & Lott (tekst)                  |                                                                  |
| RRR                               | "Naatu Naatu"                                   | M. M. Keeravani (musik); Chandrabose (tekst)                                   |                                                                  |
| Tell It Like a Woman              | "Applause"                                      | Diane Warren (musik og tekst)                                                  |                                                                  |
| Top Gun: Maverick                 | "Hold My Hand"                                  | BloodPop & Lady Gaga (musik og tekst)                                          |                                                                  |